# Bowesfield
La Bowesfield era una nave mercantile a vapore britannica.
Fu costruita dal cantiere Richardson Duck a Stockton on Tees, varata il 6 novembre del 1880 e completata nel dicembre dello stesso anno, per l'armatore Binnington.
Nel 1892 a causa delle cattive condizioni meteo-marine urtò contro gli scogli presso Capo Peloro e affondò poco distante di fronte al villaggio di Torre Faro.
Al momento dell'affondamento a bordo erano presenti il capitano Bagley e 23 membri dell'equipaggio. La nave trasportava un carico di carbone, partito dal porto di Swansea era diretta a Bari.
Il relitto giace tutt'oggi in assetto di navigazione: la prua del relitto è posta a 32 metri di profondità; il ponte di comando, posto circa a metà nave, si trova ad una profondità di 47 metri; la poppa della nave, dove è possibile ispezionare il pozzetto dell'elica e ormai solo il suo asse, si trova ad una profondità di 65 metri .